# Opechona bacillaris
Opechona bacillaris är en plattmaskart. Opechona bacillaris ingår i släktet Opechona och familjen Lepocreadiidae. Inga underarter finns listade i Catalogue of Life.